# Towarzystwo Polska-Finlandia
Towarzystwo Polska-Finlandia (TPF) – instytucja zrzeszająca osoby związane i zainteresowane Finlandią i kontaktami polsko-fińskimi. Do głównych działań Towarzystwa należy szerzenie wiedzy o Finlandii, promowanie fińskiej kultury i krzewienie fińskich wartości oraz podtrzymywanie przyjaznych stosunków między Polską i Finlandią. 

## Historia

### Powstanie Towarzystwa
Pierwszy statut został zarejestrowany 23 czerwca 1928 roku. Kilka dni później, 29 czerwca, odbyło się zebranie założycielskie. Udział w nim wzięli: minister przemysłu i handlu Eugeniusz Kwiatkowski, jako reprezentant ministra Spraw Zagranicznych Marian Szumlakowski i inni urzędnicy państwowi. Ze strony Finlandii jako „minister pełnomocny” Yöntilä oraz attaché wojskowy płk Konrad Ernst oraz konsul Stefan Brun.
Podczas zebrania wybrano zarząd, na którego czele stanął jako prezes prof. Jerzy Michalski, a wiceprezesem został konsul Stefan Brun, sekretarzem Władysław de Bondy, członkami: płk Konrad Ernst, Aleksander Lednicki, prof. Jan Rostafiński, radca MSZ Bronisław Wyszyński i poseł fiński Karl Gustaf Idman. Towarzystwo miało swoją siedzibę przy ul. Krakowskie Przedmieście 9.

### Wznowienie działalności po II wojnie światowej
Po II wojnie światowej, Towarzystwo wznowiło działalność 2 października 1957 roku jako Towarzystwo Przyjaźni Polska-Finlandia. Przewodniczącym zarządu został prof. Jerzy Jodłowski. 
W 1999 roku członkowie podjęli decyzję o powrocie do starej nazwy Towarzystwo Polska-Finlandia.
Siedzibą TPF jest fiński domek na warszawskim Jazdowie.